# كنوت كفالهايم
كنوت كفالهايم (بالنرويجية البوكمول: Knut Kvalheim)‏ هو عداء مسافات طويلة نرويجي، ولد في 14 يونيو 1950 في أوسلو في النرويج.

## وصلات خارجية
- كنوت كفالهايم على موقع الاتحاد الدولي لألعاب القوى (الإنجليزية)
- كنوت كفالهايم على موقع أوليمبيديا (الإنجليزية)